# جفر رمان
جفر رمان هو موقع حصين بين سلسلتين جبليتين في رمان الأسمر جنوب مدينة حائل حوالي 65 كم، يجري فيه [[وادي الجفر]، وتقوم عليه قرية صغيرة جنوب جبل الجرهدي تسمى قرية الجفر وهي ضمن ديار آل همزان.